# Вилануова (Бреша)
Вилануова је насеље у Италији у округу Бреша, региону Ломбардија.
Према процени из 2011. у насељу је живело 26 становника. Насеље се налази на надморској висини од 53 м.